# Thông Thụy Sĩ

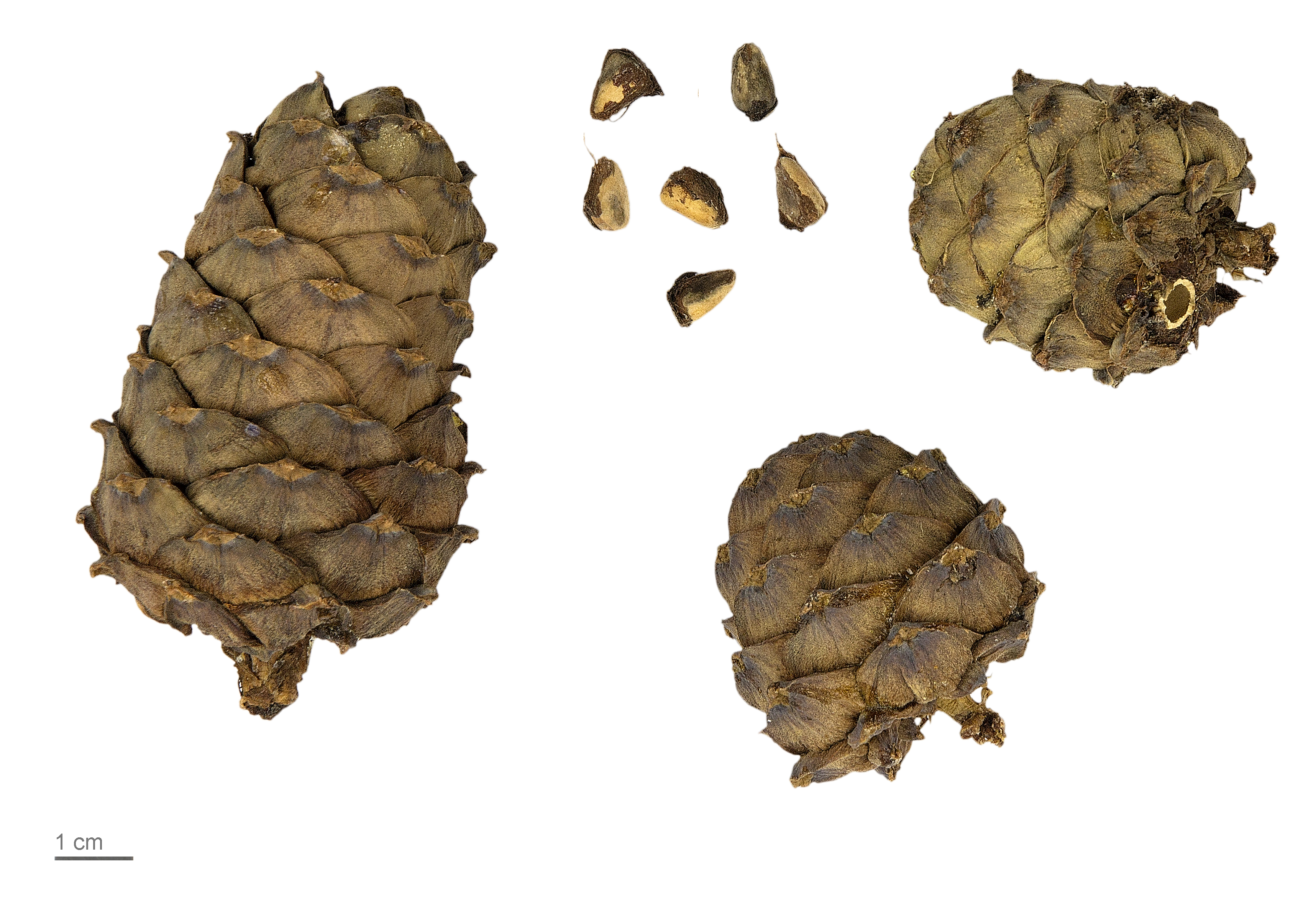
Pinus cembra

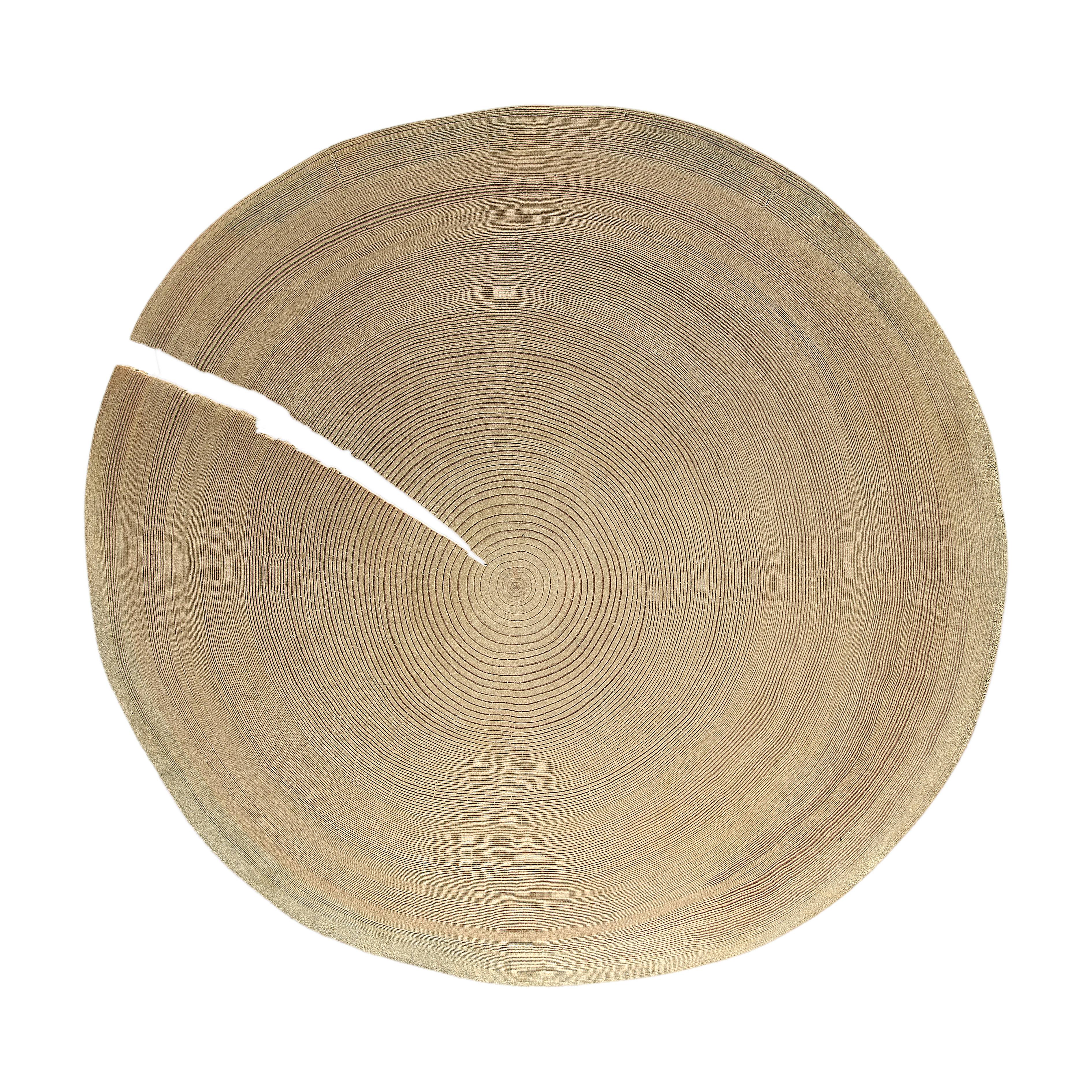
Pinus cembra

Thông Thụy Sĩ hay thông Arolla (danh pháp hai phần: Pinus cembra) là một loài thông trong họ Thông (Pinaceae) có trong khu vực dãy núi Alps và dãy núi Carpat ở miền trung châu Âu, Ba Lan (dãy núi Tatra), Thụy Sĩ, Pháp, Italia, Áo, Đức, Slovenia, Slovakia, Ukraina và România. Nó thông thường mọc tại cao độ tới 1.200-2.300 m và nói chung đạt tới đường giới hạn cây thân gỗ trong khu vực này. Cây trưởng thành có thể cao tới 25–35 m và đường kính thân cây tới 1,5 m.
Nó là thành viên của nhóm thông trắng (phân chi Strobus) trong chi Thông (Pinus), và giống như mọi thành viên khác của nhóm này, các lá kim của nó mọc thành bó (chùm) gồm 5 lá kim, với các vỏ bao sớm rụng. Các lá kim dài 5–9 cm. Các nón của thông Thụy Sĩ dài khoảng 4–8 cm. Các hạt dài 8–12 mm chỉ có cánh dạng dấu vết và được phát tán nhờ chim bổ hạt đốm.
Một số nhà thực vật học coi thông Siberi (Pinus sibirica) khá tương tự chỉ như là thứ hay phân loài của thông Thụy Sĩ. Nó khác ở chỗ có các nón nhỏ hơn một chút và các lá kim có 2 ống nhựa thay vì 3 ở thông Siberi.
Giống như các loài thông trắng châu Âu và châu Á khác, thông Thụy Sĩ đề kháng rất tốt trước gỉ sét phồng rộp thông trắng (Cronartium ribicola). Thông Thụy Sĩ có giá trị lớn trong nghiên cứu lai ghép và biến đổi gen để phát triển các dạng thông có sức đề kháng cao với bệnh gỉ sét.
Thông Thụy Sĩ là cây cảnh phổ biến trong các công viên và các khu vườn lớn ở các khu vực có khí hậu lạnh, mặc dù không phát triển nhanh nhưng ổn định tại nhiều nơi. Nó chịu giá lạnh mùa đông rất tốt, với nhiệt độ có thể xuống tới -50 °C cùng gió mạnh. Hạt thông Thụy Sĩ cũng được thu hoạch để bán như một loại hạt ăn được và có thể được dùng để tạo hương vị thơm cho rượu sơ náp (schnapps).